# Pachythrix hampsoni
Pachythrix hampsoni är en fjärilsart som beskrevs av Nye 1975. Pachythrix hampsoni ingår i släktet Pachythrix och familjen nattflyn. Inga underarter finns listade i Catalogue of Life.